# Carl Östrand
Carl Israël Östrand, född 27 juni 1839 i Gävle, död 14 oktober 1909 i Gävle, var en svensk lantbrukare, sekreterare och målare.
Han var son till kyrkoherden Carl Östrand och Andreette Odén och från 1864 gift med Mina Schürer von Waldheim samt far till Bertha Wissler. Efter student- och kameralexamen i Uppsala studerade Östrand vid Ultuna lantbruksinstitut och var under många år efter sina studier verksam som lantbrukare i Uppland och Södermanland. Första åren som förvaltare vid olika gårdar innan han själv blev godsägare. Mot slutet av sin levnad var han sekreterare i Borås pastorsexpedition. Som konstnär var han autodidakt och har med förkärlek återgivit idylliska motiv från Borås kring sekelskiftet.